# Callosobruchus utidai
Callosobruchus utidai là một loài bọ cánh cứng trong họ Bruchidae. Loài này được Tuda miêu tả khoa học năm 2003.